# 김영세 (법조인)
김영세(1915년 ~ 1979년 9월 21일)는 경상남도 고성군 출신으로 1943년 일본대학법과를 졸업하고 1945년 8월 조선변호사시험과 사법관 시보 고시에 합격해 그해 11월 부산지방법원 판사에 임용되어 청주지방법원장과 대구지방법원장을 거쳐 1968년 대구고등법원장에 재직하고 있던 1969년 9월부터 1979년 9월까지 대법원 판사를 지낸 법조인이다. 1973년 3월 19일에는 유신헌법에 의해 위헌법률심판권을 가지는 헌법위원회의 위원으로 임명되었다. 법조계에 공헌한 공적으로 홍조소성 훈장과 청조근정 훈장을 받은 김영세는 간암으로 서울대병원에서 치료를 받다가 64세의 나이에 사망했다.
1974년 7월 16일에 있었던 긴급조치 제1호 위반 사건 최초의 상고심 사건에서 주심 판사를 맡아 "피고인들은 죄가 되지 않는다든지 애국 애족의 행동으로서 한 것이므로 무죄선고를 해야 한다고 주장하나 이런 논지를 받아들일 수 없다"며 대학생 10명에 대해 최고 징역7년을 선고한 원심을 확정했다.